# Ayu-mi-x II
ayu-mi-x II es el segundo álbum de remixes de la cantante japonesa Ayumi Hamasaki, lanzado al mercado el día 8 de marzo del año 2000 en sus tres primeras versiones, y el 29 de marzo del mismo año en versión mega-mix; todo esto bajo el sello avex trax.

## Detalles
El álbum se centra en los temas del álbum "LOVEppears", e incluye versiones alternativas de cada uno de los temas de dicho trabajo discográfico. Se dividió en cuatro distintos lanzamientos, pero contrariamente a su antecesor "ayu-mi-x", los cuatro discos fueron vendidos en separado y no estaban incluidos todos juntos dentro de un lanzamiento tipo Box set u otro.
El 8 de marzo fueron lanzadas las tres primeras versiones del álbum. US+EU tiene referencia a que ese álbum contiene remixes de distintos y reconocidos DJs provenientes de Estados Unidos y Europa, y JPN remixes provenientes de DJs de Japón; todos ellos están principalmente orientados al género del House. El Acoustic Orchestra contiene versiones acústicas de los temas, y el non-Stop Mega Mix lanzado el 29 de marzo contiene varios remixes de los tres álbumes lanzados anteriormente mezclados, y dividido en dos discos; el segundo contiene las versiones originales de remixes, y no están pegados unos con otros.

## Lista de canciones

### Version Acoustic Orchestra
1. Fly high "Acoustic Orchestra version"
2. Who... "Acoustic Orchestra version"
3. Boys & Girls "Acoustic Orchestra version"
4. TO BE "Acoustic Orchestra version"
5. And then "Acoustic Orchestra version"
6. End roll "Acoustic Orchestra version"
7. immature "Acoustic Orchestra version"
8. appears "Acoustic Orchestra version"
9. End roll "inst.mero version"
10. TO BE "inst.mero version"
11. appears "inst.mero version"
12. Who... "inst.mero version"

### Version JPN
1. Trauma "YUKIHIRO FUKUTOMI REMIX"
2. Fly high "Groove That Speed Mix"
3. immature "CLUB BAHIA MIX"
4. too late "Lab LIFe Remix"
5. Boys & Girls "Inskadisco mix"
6. WHATEVER "FPM's WINTER BOSSA"
7. End roll "da urban maestro mix"
8. Who... "Blue Obsessin Mix"
9. And then "Future Disc Mix"
10. monochrome "D-Z WHITE INSTINCT Mix"
11. appears "DJ-TURBO Remix"
12. P.S. II "Dub's Kingship Remix"

### Version US+EU
1. Boys & Girls "Main Radio Mix"
2. too late "Soul Solution Remix"
3. appears "Junior's Appears On The Air"
4. monochrome "Orb 7"Vocal Mix"
5. End roll "Mumu Dub Mix"
6. Fly high "SAMPLE MADNESS REMIX 2"
7. And then "Rhythm Masters Vocal 7inch Mix"
8. WHATEVER "Ferry 'System F' Corsten Vocal Edit Mix"
9. Fly high "Vincent De Moor Remix Radio Edit"
10. Boys & Girls "Junior's Radio Version"
11. Trauma "Thunderpuss remix"
12. kanariya "Main Radio Mix"
13. Who... "Who Dub It?"

### Version non-Stop Mega Mix

#### DISC1
1. kanariya "Main Radio Mix"
2. Fly high "Vincent De Moor Remix Radio Edit"
3. WHATEVER "Ferry 'System F' Corsten Vocal Edit Mix"
4. appears "Junior's Appears On The Air"
5. Boys & Girls "Junior's Radio Version"
6. And then "Rhythm Masters Vocal 7inch Mix"
7. too late "Soul Solution Remix"
8. Boys & Girls "Main Radio Mix"
9. Trauma "Thunderpuss remix"
10. End roll "Mumu Dub Mix"
11. Fly high "SAMPLE MADNESS REMIX 2"
12. monochrome "Orb 7"Vocal Mix"
13. Who... "Who Dub It?"
14. TO BE "Acoustic Orchestra version"
15. WHATEVER "FPM's WINTER BOSSA"
16. Boys & Girls "Inskadisco mix"
17. too late "Lab LIFe Remix"
18. And then "Future Disc Mix"
19. immature "CLUB BAHIA MIX"
20. P.S. II "Dub's Kingship Remix"
21. appears "DJ-TURBO Remix"
22. Fly high "Groove That Speed Mix"
23. monochrome "D-Z WHITE INSTINCT Mix"
24. Trauma "YUKIHIRO FUKUTOMI REMIX"
25. End roll "da urban maestro mix"
26. Who... "Blue Obsessin Mix"

#### DISC2
1. Far away "HΛL MIX 2000"
2. Prologue "Hybrid Remix"
3. Who... "Who Dub It? -Main Mix-
4. And then "VOICE SPECTAL MIX"
5. immature "AM3:30 stylus Dub"
6. kanariya "NEUTRAL TRIGGER EDIT"
7. kanariya "engrave mix"
8. kanariya "W4M Peace & Be Wild Mix"
9. Fly high "I.M.Remix"
10. Fly high "Higher and higher mix"
11. Fly high "POP 'e.a' Mix"

| Antecesor                          | Álbumes de Remixes de Ayumi Hamasaki | Sucesor      |
| ---------------------------------- | ------------------------------------ | ------------ |
| SUPER EUROBEAT presents ayu-ro mix | Álbumes de Remixes de Ayumi Hamasaki | ayu-mi-x III |

- Datos: Q2699499